# Pseudomorf

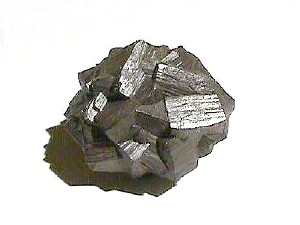
Kristallen bestaande uit metaalkleurig goethiet hebben pyriet volledig vervangen. De originele (kubische) kristalvorm is wel bewaard gebleven.

Een pseudomorf (Oudgrieks: pseudos (ψεῦδος) = onwaarheid; morphē (μορφή) = vorm) is in de petrologie (gesteentekunde) een naam voor een kristal of gesteente dat een andere mineraal-samenstelling heeft, dan op grond van de vorm, structuur en/of textuur verwacht mag worden.

## Soorten pseudomorfisme
Er bestaan drie soorten pseudomorfisme in mineralen:
- Een paramorf of allomorf is een mineraal dat op moleculaire schaal een andere structuur heeft gekregen, maar hetzelfde kristalrooster houdt na een chemische reactie. Een voorbeeld is de omzetting van aragoniet naar calciet.
- Een infiltratiepseudomorf is een mineraal dat compleet is vervangen door een ander mineraal, waarbij slechts de vorm van het oude mineraal behouden bleef. De kleur, hardheid en andere mineraaleigenschappen worden vervangen door die van het nieuwe mineraal.
- Een incrustatiepseudomorf ontstaat als een mineraal om een ander mineraal heengroeit, waarna het ingesloten mineraal oplost. Het omringende mineraal houdt de vorm van het opgeloste mineraal. Het kan ook dat een derde mineraal of materiaal het ingesloten mineraal binnenin vervangt.

Vaak is de vervanging niet volledig, waarbij bijvoorbeeld het originele mineraal nog gedeeltelijk binnenin het kristal aanwezig is. Een voorbeeld is de groei van anglesiet (loodsulfaat, PbSO4) ten koste van galeniet (loodsulfide, PbS). De pseudomorf kan een kern van galeniet hebben, omringd door anglesiet dat de kubische kristalvorm van galeniet heeft aangenomen.

## Achterliggende processen
Als het nieuwe mineraal dezelfde chemische samenstelling heeft als het oude (men noemt dit een polymorf), kan de omzetting het gevolg zijn geweest van een verandering in temperatuur en/of druk. Er is dan sprake van metamorfose.
Andere pseudomorfen ontstaan door massatransfer van bepaalde elementen. Dit vindt plaats als er door middel van diffusie stroming van materie door een gesteente of kristal mogelijk is. Er is dan sprake geweest van metasomatisme in het gesteente. Als de pseudomorf aan het aardoppervlak gevormd werd, kan ook sprake zijn van chemische verwering.

## Pseudomorfisme in fossilisatie
Fossielen kunnen in veel gevallen beschouwd worden als de pseudomorfe vervanging van organisch materiaal door mineralen. Een voorbeeld hiervan is het verstenen van hout, waarbij hout (organisch materiaal) vervangen wordt door silica (in de vorm van kwarts, SiO2, of opaal, SiO2·nH2O). Bij een perfecte verstening kan de originele celstructuur van het hout bewaard blijven. Een ander voorbeeld is de vervanging van schalen van schelpdieren (calciet, CaCO3) door het mineraal pyriet (ijzerdisulfide, FeS2).